# Parafia Narodzenia Najświętszej Maryi Panny w Golasowicach
Parafia Narodzenia NMP w Golasowicach – parafia rzymskokatolicka we wsi Golasowice w dekanacie pawłowickim.

## Historia
Została utworzona w XIII wieku (1293 rok), a w 1466 r. wzmiankowany był tutejszy kościół. 
Miejscowi katolicy posiadali (prawdopodobnie od 1518 r.) filialny kościół pw. Najświętszej Marii Panny. Drewniany, konstrukcji zrębowej, z niską wieżą i wydatnymi sobotami, był klasycznym przykładem kościołów z tzw. grupy śląsko-małopolskiej i należał do najcenniejszych zabytków drewnianego budownictwa sakralnego w Polsce. Spłonął do szczętu w październiku 1973 r.